# Manager de l'année (Belgique)
Manager de l'année est un titre honorifique décerné par le magazine économique et financier belge Trends-Tendances.

## Description
Trends Tendances décerne chaque année ce prix du Manager de l'Année, remis dans les premiers jours du mois de janvier. Cette récompense est basée sur un vote des lecteurs, auquel une liste de nommés est soumise, comportant généralement dix noms. La sélection est opérée par un jury présidé par l'homme d'affaires Pierre Rion, composé d'experts en entreprises (consultants, professeurs, etc.) et de journalistes du magazine Trends Tendances, et couronne un dirigeant d'entreprise francophone. Un prix identique est organisé par Trends magazine (nl), qui attribue le prix à un manager néerlandophone. Les deux récompenses sont remises en même temps.

## Lauréats
Les lauréats du prix sont :
- 1985 : Albert Frère (GBL)
- 1986 : Lionel Van den Bossche (Siemens Belgique)
- 1987 : Philippe Bodson (Glaverbel)
- 1988 : Philippe Delaunois (Cockerill-Sambre),
- 1989 : Georges Gutelman (TEA),
- 1990 : Gui de Vaucleroy (Groupe Delhaize),
- 1991 : Daniel Janssen (Solvay),
- 1992 : Michel Petit (Upignac),
- 1993 : Maurice Lippens (Fortis),
- 1994 : Jean Galler (chocolaterie Galler),
- 1995 : Jean-Claude Logé (Systemat),
- 1996 : Jean Stéphenne (SmithKline Belgique),
- 1997 : Pierre Mottet et Yves Jongen (IBA),
- 1998 : Georges Jacobs (UCB),
- 1999 : Pierre-Olivier Beckers (Groupe Delhaize),
- 2000 : Christian Jacqmin (SONACA),
- 2001 : Pierre De Muelenaere (I.R.I.S.) ,
- 2002 : Luc Willame (Glaverbel),
- 2003 : Marie-Anne Belfroid (groupe Ronveaux),
- 2004 : Laurent Minguet et Pierre L'Hoest (EVS)
- 2005 : Pierre Cuisinier (Caterpillar Belgique)
- 2006 : Axel Miller (Dexia)
- 2007 : Éric Domb (Parc Paradisio)
- 2008 : Paul-François Vranken (Vranken-Pommery Monopole)
- 2009 : Nicolas Steisel et Frédéric Rouvez (Exki)
- 2010 : Éric et John Mestdagh (Groupe Mestdagh)
- 2011 : François Fornieri (Mithra Pharmaceuticals)
- 2012 :  Eric Everard (Artexis Group)
- 2013 :  Marc du Bois (Spadel)
- 2014 : Louis-Marie Piron (Groupe Thomas & Piron)
- 2015 : Dominique Leroy (Proximus)
- 2016 : Marc Raisière (Belfius)
- 2017 : Jean-Pierre Lutgen (Ice-Watch)
- 2018 : Jean-Jacques Cloquet (BSCA-  Brussels South Charleroi Airport)
- 2019 : Yvan Verougstraete (Medi-Market)
- 2020 : Fabien Pinckaers (Odoo SA)
- 2021 : Sébastien Dossogne (Magotteaux)
- 2022 : Diane Govaerts (Ziegler)
- 2023 : Michaël Labro (PMSweet)
- 2024 : Laurent Louyet (Louyet L.)

Parmi les autres manifestations organisées par le magazines figure les Gazelles (prix pour les entreprises connaissant la plus forte croissance).

## Du côté néerlandophone

### Manager van het Jaar
- 1985: John Cordier (Telindus)
- 1986: Luc De Bruyckere (Ter Beke)
- 1987: Fernand Huts (Katoen Natie)
- 1988: Hugo Vandamme (Barco)
- 1989: Patrick Depuydt (Velda, Val-Saint-Lambert)
- 1990: Luc Van Nevel (Samsonite)
- 1991: Luc Bertrand (Ackermans & van Haaren)
- 1992: Jo Colruyt (Colruyt)
- 1993: Aimé Desimpel (Desimpel)
- 1994: Karel Vinck (Bekaert)
- 1995: Johan Mussche (Spector)
- 1996: Jo Lernout en Pol Hauspie (Lernout & Hauspie)
- 1997: Rose Claeys en Albert Bert (Kinepolis)
- 1998: Jan Huyghebaert (Almanij)
- 1999: Stijn Bijnens (Netvision)
- 2000: Luc Vansteenkiste (Recticel)
- 2001: Theo Dilissen (Real Software)
- 2002: Jef Colruyt (Colruyt)
- 2003: Martine Reynaers (Reynaers Aluminium)
- 2004: Ajit Shetty (Janssen Pharmaceutica)
- 2005: Jan Callewaert (Option)
- 2006: Philippe Vlerick (UCO, Bic Carpets)
- 2007: André Bergen (KBC)
- 2008: Hans Bourlon en Gert Verhulst (Studio 100)
- 2009: Bert De Graeve (Bekaert)
- 2010: Michel Moortgat (Duvel Moortgat)
- 2011: Duco Sickinghe (Telenet)
- 2012: Eric Van Zele (Barco)
- 2013: Ronnie Leten (Atlas Copco)
- 2014: Luc Tack (Picanol en Tessenderlo Chemie)
- 2015: Chris Van Doorslaer (Cartamundi)
- 2016: Bart De Smet (Ageas)
- 2017: Michèle Sioen (Sioen Industries)
- 2018: Johan Thijs (KBC)
- 2019: Onno van de Stolpe (Galapagos)
- 2020: Dirk Coorevits (Soudal)
- 2021: Chris Peeters (Elia)[2]
- 2022: Rika Coppens (House of HR)
- 2023: Lieve Mostrey (Euroclear)